# Ziba Ganiyeva
Ziba Ganiyeva (em Azeri: Ziba Pasha gizi Ganiyeva; 20 de agosto 1923 Shamakhi, RSS do Azerbaijão - 2010 Moscou, Federação Russa) - Foi uma participante da Grande Guerra Patriótica, Sniper, comunicadora e espiã . Durante a Grande Guerra Patriótica, ela matou 21 soldados nazistas e foi premiada com a Ordem da Bandeira Vermelha, a Ordem da Estrela Vermelha e a Medalha "pela Defesa de Moscou" por seu heroísmo e bravura. Ziba Ganiyeva foi a primeira atiradora de elite do Azerbaijão. Após a guerra tornou-se filologista.
Em 7 de novembro de 1941, ela participou de um desfile na Praça Vermelha, no pátio do 3º Departamento Comunista de Moscou. É confirmado que ela matou 21 soldados inimigos com um rifle de precisão, porém de acordo com ela foram 129.

## Biografia

### Primeiros anos
Ziba Ganiyeva nasceu em 20 de agosto de 1923. Embora algumas fontes mencionem seu local de nascimento como Shamakhi, o projeto A Bravura do Povo consta que ela nasceu em Shymkent, Cazaquistão, e na Enciclopédia Soviética do Azerbaijão que foi em Gulistan, Uzbequistão . Seu pai, Pasha Ganiyev, originário do Azerbaijão, era professor e tradutor. Sua mãe era usbeque. Ziba ficou órfã aos 14 anos, em 1937, sua mãe foi reprimida e seu pai foi forçado a abandona-la para se salvar.
Ainda na escola, Ziba amava dançar, e queria transformar essa arte em profissão, praticando incansavelmente em casa. Por iniciativa de seu professor de dança, ela foi para Tasquente, no Uzbequistão em 1937 para estudar no departamento de coreografia Filarmônica do Uzbequistão. Alguns diziam que ela seria a "Yermolova do Oriente".
Ela foi para Moscou em 1940 e entrou no departamento de teatro do Instituto Estadual de Artes Teatrais. Mas o começo da Segunda Guerra Mundial frustrou todos os seus planos. Nos primeiros dias da guerra, Ziba, como centenas de milhares de outros estudantes, apelou ao comissariado militar para ir para a frente. Ziba era enfermeira, auxiliando cirurgiões e fazendo curativos. Ganiyeva foi enviada para cursos de tiro de curta distancia, onde aprendeu a manejar metralhadoras e armas de precisão, e estuda a arte da espionagem. Ela treinou a noite toda usando máscara e bata, aprendendo os segredos de um rifle óptico. Ela esquiou e dominou o sambo.
Em 7 de novembro de 1941, ela participou de um desfile na Praça Vermelha, no pátio do 3º Departamento Comunista de Moscou. Imediatamente após o desfile, ela vai para a linha da frente para defender sua pátria.
As habilidades de Ziba Ganiyeva na fronte foram muitas vezes o assunto de artigos de jornal, tanto durante a guerra como nos anos que se seguiram. O conhecido escritor e jornalista Boris Polevoy escreveu sobre ela no jornal Pravda. Alexander Isbach, professor do instituto de teatro, escreveu sobre ela na revista Zvezda que Ziba dançou e recitou poemas com grande prazer durante a guerra.

### Grande Guerra Patriótica

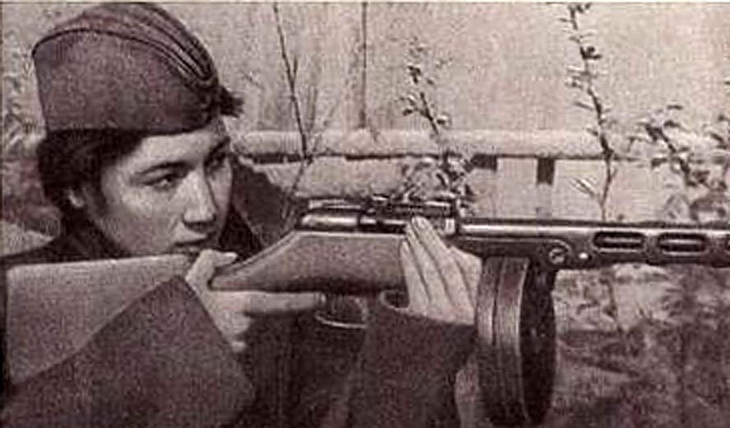
Ziba Ganyieva mirando sua arma

Em 16 de outubro de 1941, Ziba Ganiyeva se juntou ao Exército Vermelho. O local de recrutamento foi o distrito de Krasnopresnenskiy da região de Moscou. Ela lutou na Frente de Leningrado e Frente Noroeste. Como operadora de rádio do batalhão, ela cruzou a linha de frente 16 vezes como parte de grupos de reconhecimento, de onde ela ligou e trouxe informações importantes sobre o inimigo Ela foi considerada uma das melhores atiradoras da divisão.
Ele se tornou uma franco-atiradora na 3ª Divisão Comunista de Moscou em outubro de 1941 e continuou a melhorar suas habilidades como atiradora. Na primavera de 1942, ela se juntou à divisão da Frente Noroeste e participou ativamente dos combates. Juntamente com sua companheira e amiga Nina Solovey, Ziba Ganiyeva, membro do Komsomol, foi a fundadora do movimento de atiradores na unidade. Em janeiro de 1942, o 130º Batalhão de Fuzileiros foi formado com base no 3º Batalhão de Fuzileiros Comunistas de Moscou. Ziba Ganiyeva, uma oficial de reconhecimento de franco-atiradores do 151º Batalhão de Reconhecimento de Rifle Motorizado, operou nas aldeias de Chernoye Ozhetsy, Lunevo e Dyagilyov na região de Leningrado de 12 de abril a 23 de maio de 1942, matando 20 alemães. dois eram oficiais. De acordo com o livro de VS Murmantseva "Mulheres Soviéticas na Grande Guerra Patriótica", 21 fascistas foram mortos em um curto período de tempo. Em uma das memórias de Tahir Salahov, Ganiyeva lhe disse: "Tahir, eu matei 129 fascistas."
Das memórias de sua amiga e companheira de guerra, Valentina Galanina:

"Na primavera de 1942, o ataque de nosso batalhão terminou. Nós, juntos de Ziba, decidimos caçar inimigos com nossas snipers. As tropas hitleristas estavam estacionadas á 10 metros de distancia, fortificando suas trincheiras. Eles pareciam muito confiantes, escolhemos uma posição e decidimos um objetivo, abrimos fogo e matamos dois fascistas ao mesmo tempo."

#### Façanhas
Em 23 de maio de 1942, Ziba Ganiyeva foi especialmente distinguida nas batalhas pela vila de Bolshoye Vragovo, distrito de Molvotsky, região de Leningrado. Ganiyeva, que foi instruída a abrir fogo como franco-atiradora contra guarnição inimiga na aldeia de Bolshoye Vragovo, se posicionou ao leste da aldeia. Após o ataque do regimento de tanques, o inimigo começou a recuar, ela formou um grupo de 9 combatentes e disparou contra o inimigo em retirada. Ela foi em frente e matou seis soldados alemães.
Naquela época, os combatentes soviéticos atacaram a aldeia. Ganiyeva foi convidado a ajudá-los. Ela levou mais 6 lutadores e ajudou seu grupo. A caminho da vila, a gangue de Ziba foi alvejada por um metralhador que estava estacionado em um prédio desmoronado. Mas Ziba não entrou em pânico, dando a volta e se aproximando por detrás do inimigo, atirando nele á queima roupa. Naquele momento, um pesado bombardeio de morteiro começou e Ganiyeva foi ferida por estilhaços. Mesmo assim o inimigo foi derrotado e expulso da aldeia.
A coragem da brava membra do Komsomol se espalhou por toda a União Soviética. Todos os jornais centrais e locais publicaram uma foto de Ziba Ganiyeva, escrevendo como ela como franco-atiradora matou 20 soldados nazistas. Vendo as tropas alemãs lutando pelas riquezas do Cáucaso e pelo petróleo de Bacu, Ziba convocou as mães, irmãs e filhas a se levantarem para defender sua pátria. Em 1942, seu apelo foi publicado nas edições 19-20 da revista Rabotnitsa:

"Os inimigos estão atacando nosso lindo e magnífico Cáucaso. Mulheres das montanhas: cazaques, chechenas, cabardinos, bálcares, azeris, georgianas, armênias - todos nos céus do Cáucaso e Zagreb - ajudem seus maridos e irmãos que lutam contra o inimigo! Com óleo, algodão e frutos de jardins floridos - com tudo o que o homem criou, homens e mulheres trabalhadores, o inimigo pode ser derrotado! Defendamos contra os bárbaros amaldiçoados que querem conquistar a Grande Revolução Socialista de Outubro: liberdade, dignidade, honra! Não daremos nossas casas ou nossos filhos ao inimigo! Morte aos inimigos! Uma morte decisiva de nossas armas afiadas e duras!
Ziba Ganiyeva, uma oficial de reconhecimento de franco-atiradores, foi condecorada com a Ordem da Bandeira Vermelha por seu serviço na Frente Noroeste datada de 16 de julho de 1942, 0869 por seu heroísmo em batalha.

#### Hospitalização
Em 1942, Ziba foi gravemente ferida. No entanto, seus companheiros, mesmo sob risco de vida (Fyodor Kirilov, Yakov Kolyako e Nina Solovey) conseguiram carrega-la do campo de batalha. Ziba foi levado de avião para Moscou.
Ela foi levada ao hospital, onde foi atendida por Maria Fedorovna Shvernik, que salvou a vida de Ziba. A garota estava morrendo de intoxicação sanguínea. Durante onze meses, Maria Fedorovna não deixou a cabeceira de Ziba, e quando se levantou, soluçando de felicidade, ela disse: "Todas as mulheres normais carregam um filho por 9 meses, eu te dei 11 meses." Após receber alta do hospital, Maria Fyodorovna Shvernik e seu marido, Nikolai Shvernik, futuro sucessor de Mikhail Kalinin como chefe do Soviete Supremo da União Soviética, adotaram a garota azeri como parte de sua família.
Durante a Grande Guerra Patriótica, ela diz ter matado 129 nazistas e recebeu a Ordem da Estrela Vermelha e a Medalha pela Defesa de Moscou por seu heroísmo e bravura. Ela também poderia ter recebido o título de Herói da União Soviética, mas seu prêmio foi deixado de lado porque sua mãe foi vítima da repressão.

Ela voltou para a frente após receber alta do hospital. Após ser ferida uma segunda vez, no qual ela passou cerca de dois anos no hospital, recebeu alta novamente e ficou impedida de lutar porque estava incapacitada.

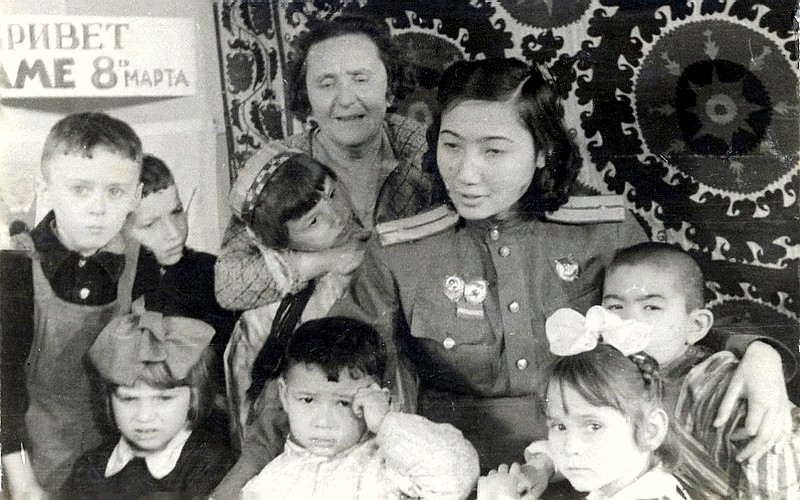
Ziba Khaniyeva com crianças do jardim de infancia em 1944

### Anos pós-guerra e vida pessoal
Ziba Ganiyeva no papel do príncesa Moahim no filme "Tahir e Zohra" Ela estrou o papel do princesa Moahim no filme de 1945 do diretor uzbeque Nabi Ganiyev "Tahir e Zohra".

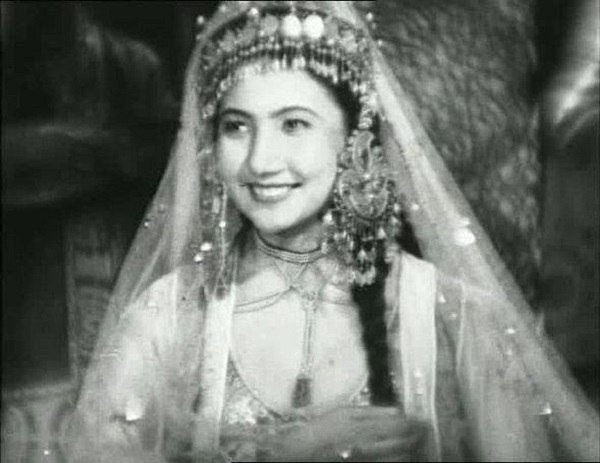
Ziba Ganieva no filme "Tahir e Zorah"

Após a vitória na Segunda Guerra Mundial, casou-se com o famoso diplomata azeri Tofig Gadirov, embaixador da URSS na Turquia. Ela e o marido voltaram para Moscou, onde tiveram um filho chamado Marat. Em 1955-56, trabalhou como chefe do departamento de língua e literatura na Escola Superior do Partido de Baku. Ela se interessou por filosofia indiana em 1956 e entrou no Instituto de Estudos Orientais de Moscou, depois estudou urdu em uma universidade em Aligarh, perto de Delhi, na Índia. Ela foi até convidada de Jawahirlal Nehru e Indira Gandhi. Mais tarde, Ziba morou em Ancara por muitos anos e participou do movimentos feministas "Luta pela Paz na Terra".
Ziba Ganiyeva amava o Dia Internacional da Mulher. Ela disse que onde quer que morasse, sempre conhecia pessoas extraordinárias que admirava e se tornava amiga. Ela se orgulhava de nunca ter quebrado seus laços com a arte teatral. Em Moscou, um famoso diretor estava em contato com o diretor artístico do Teatro Mossovet, Yuri Zavadsky, e era amigo da atriz Natalya Fateyeva. Ziba foi tinha amizade com o Artista do Povo do Azerbaijão Mehdi Mammadov, que iniciou seus estudos no Instituto de Artes Teatrais de Moscou. Seu conhecimento e grande amizade com Tahir Salakhov também começou em Moscou. Ele também tirou uma foto de Ziba Ganiyeva. O escultor Jalal Qaryagdi também dedicou sua obra "Sniper Ziba Ganiyeva" a ela.
Em 1985, foi condecorada com a Ordem da Guerra Patriótica de grau I. Toda vez que Ziba Ganiyeva vinha a Bacu (a última vez que ela veio em meados da década de 1990, em março), ela sempre visitava a Praça dos Mártires.
Ziba Ganiyeva morreu em Moscou em 2010.

## Condecorações e prêmios
- 1942 —  Ordem da Bandeira Vermelha[21]
- 1944 —  Medalha "Pela Defesa de Moscou"[21]
- 1944 —  Ordem da Estrela Vermelha[21]
- 1985 —  Ordem da Guerra Patriótica do grau I[21]